# Vladimir Dimitrovski
Vladimir Dimitrovski (makedonsky Владимир Димитровски; * 30. listopadu 1988 Skopje, SFR Jugoslávie) je severomakedonský fotbalový obránce a reprezentant, od ledna 2016 hráč českého klubu FK Teplice. Hraje na postu stopera (středního obránce).

## Klubová kariéra
- FK Vardar 2005–2006
- KVC Westerlo 2006–2007
- FK Cementarnica 55 2008–2009
- NK Croatia Sesvete 2009
- FK Metalurg Skopje 2009–2010
- FK Mladá Boleslav 2010–2012[1]
- FK Rabotnički 2012–2013
- FK Vardar 2013–2014
- AOK Kerkyra 2014–2015
- Qarabağ FK 2015[1]
- FK Teplice 2016–[1]

## Reprezentační kariéra
Nastupoval i za severomakedonské mládežnické reprezentace včetně U21.
V A-mužstvu Severní Makedonie debutoval 10. 8. 2011 v přátelském utkání ve městě Mardakan proti reprezentaci Ázerbájdžánu (výhra 1:0).